# Yehuda Gershoni
Yehuda Gershoni (* 14. Juli 1960 in Nazareth) ist ein ehemaliger Radrennfahrer aus Israel und nationaler Meister im Radsport.

## Sportliche Laufbahn
Gershoni war zwischen 1980 und 1987 sechsmal Meister im Straßenrennen seiner Heimat. Anfang der 1980er Jahre startete er in Deutschland für den RSV City Neuwied.
1984 war er für einige Monate Profi und fuhr im französischen Radsportteam Skil, in dem Sean Kelly Kapitän war. Gershoni war der erste Israeli, der in Europa als Profi fuhr. Er startete bei der Tour de Suisse und wurde dort 60. Auch an den folgenden UCI-Straßen-Weltmeisterschaften nahm er teil, schied aber aus dem Rennen aus. Ab der Saison 1985 fuhr er wieder als Amateur.